# Polygonum persicaria
PM Iarbă roșie – POLYGONI PERSICARIE  
Fam. Polygonaceae 
PVM Polygonum persicaria herba 
Горец почечуйный  
Descriere 
Plantă erbacee, anuală. 
Tulpină  glabră, ramificată, înaltă pînă la 60 cm, cu noduri bazale pronunțate și ochree tubuloasă prevăzută cu peri. 
Frunze alterne, lanceolate glabre, cu pete brune-roșietice, scurt pețiolate sau sesile. Tecile dens îmbracă tulpina, cu perișori alipiți de suprafață. 
Flori albe-roșietice, neglanduloase, grupate în spice axilare și terminale. 
Fruct - achenă turtită sau trunchiată.
Răspândire 
Răspândită pe întreg globul. Crește prin locuri mlăștinoase, pe marginea râurilor, pâraielor, lacurilor. 
Recoltare Părțile aeriene de iarbă roșie se recoltează în faza înfloririi. Produsul se obține mai calitativ la uscare artificială la 40° - 50°C. 
Compoziția chimică 
Părțile aeriene conțin flavonoidele: ➢ hiperozida; ➢ avicularina, cvercitina, izocvercitina; ➢ rutinozida, kempferolul.  S-au mai identificat:  ✓ vitaminele C și K,  ✓ substanțe tanante și pectinice, poliholozide, ✓ acizi organici, ulei volatil. 
Acțiune farmacoterapeutică și utilizări  Infuzia din părți aeriene de iarbă roșie se folosește ca: ➢ remediu hemostatic la hemoragii uterine și hemoroidale; ➢ purgativ la constipații atonice și spastice.